# Tebennotoma typica
Tebennotoma typica är en stekelart som först beskrevs av Sievert Allen Rohwer 1924.  Tebennotoma typica ingår i släktet Tebennotoma och familjen bracksteklar. Inga underarter finns listade i Catalogue of Life.